# Gypsy (película de 1962)
 Gypsy , (conocida en países hispano hablantes como  Gypsy: La reina del Vaudeville ), es una película musical estadounidense de 1962 producida y dirigida por Mervyn LeRoy para Warner Bros. Estuvo protagonizada por Natalie Wood,	Rosalind Russell y Karl Malden.

## Sinopsis
Una madre ambiciosa y absorbente intenta que sus hijas lleguen al estrellato en Broadway. Al final, el éxito llega de la manera más insospechada.

## Reparto
- Natalie Wood como Louise Hovick/Gypsy Rose Lee
- Rosalind Russell como Rose Hovick
  - Lisa Kirk como Rose Hovick (voz en canciones; no acreditada)
  - Diane Pace como Baby Louise
- Karl Malden como Herbie Sommers
- Paul Wallace como Tulsa
- Ann Jillian como Dainty June/June Havoc
  - Morgan Brittany como Baby June (aparece como Suzanne Cupito)
- Parley Baer como Kringelein
- Harry Shannon como Grandpa
- Betty Bruce como Tessie Tura
- Faith Dane como Mazeppa
- Roxanne Arlen como Electra
- Jean Willes como Betty Cratchitt
- George Petrie como George
- Ben Lessy como Mervyn Goldstone
- Guy Raymond como Pastey
- Louis Quinn como Cigar
- Harvey Korman como el agente de prensa de Gypsy (no acreditado)
- Jack Benny as Himself (no acreditado)
- Danny Lockin as Gerry (no acreditado)
- Bert Michaels como Yonkers (no acreditado)

## Números musicales
1. Overture – Orchestra, conducida por Jule Styne
2. "Small World" – Rose
3. "Some People" – Rose
4. "Baby June and Her Newsboys" – Baby June, coros
5. "Mr. Goldstone, I Love You" – Rose y coros
6. "Little Lamb" – Louise
7. "You'll Never Get Away From Me" – Rose, Herbie
8. "Dainty June and Her Farmboys" – Dainty June, coros
9. "If Mama Was Married" – June, Louise
10. "All I Need Is the Girl" – Tulsa
11. "Everything's Coming Up Roses" – Rose
12. "Together Wherever We Go" – Rose, Herbie, Louise
13. "You Gotta Get a Gimmick" – Tessie Tura, Mazeppa, Electra
14. "Small World" (Reprise) –  Rose
15. "Let Me Entertain You" – Louise
16. "Rose's Turn" – Rose

## Premios y nominaciones
| Premio                          | Categoría                             | Nominado/a         | Resultado | Ref.  |
| ------------------------------- | ------------------------------------- | ------------------ | --------- | ----- |
| Premios Oscar                   | Mejor Fotografía                      | Harry Stradling    | Nominado  | [ 1 ] |
| Premios Oscar                   | Mejor Diseño de Vestuario - Color     | Orry-Kelly         | Nominada  | [ 1 ] |
| Premios Oscar                   | Mejor Música Original                 | Frank Perkins      | Nominado  | [ 1 ] |
| Premios Globos de Oro           | Mejor Actor - Comedia o Musical       | Karl Malden        | Nominado  | [ 2 ] |
| Premios Globos de Oro           | Mejor Actriz - Comedia o Musical      | Rosalind Russell   | Ganadora  | [ 2 ] |
| Premios Globos de Oro           | Mejor Actriz - Comedia o Musical      | Natalie Wood       | Nominada  | [ 2 ] |
| Premios Globos de Oro           | Mejor Dirección                       | Mervyn LeRoy       | Nominado  | [ 2 ] |
| Premios Globos de Oro           | Mejor Nueva Estrella                  | Paul Wallace       | Nominado  | [ 2 ] |
| Laurel Awards                   | Top Musical                           | Top Musical        | Nominado  |       |
| Laurel Awards                   | Mejor Interpretación Musical Femenina | Rosalind Russell   | 5to Lugar |       |
| Laurel Awards                   | Mejor Interpretación Musical Femenina | Natalie Wood       | Nominada  |       |
| Laurel Awards                   | Interpretación de Reparto Masculina   | Karl Malden        | Nominado  |       |
| Writers Guild of America Awards | Mejor Musical Americano               | Leonard Spigelgass | Nominado  | [ 3 ] |